# Cộng hòa Kuwait

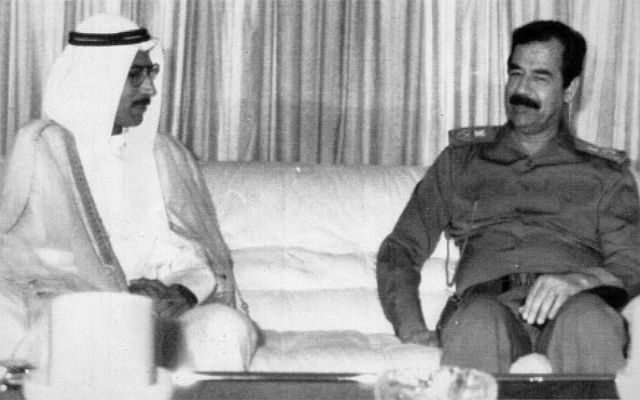
Thủ tướng Cộng hòa Kuwait Alaa Hussein Ali hội đàm với Tổng thống Iraq Saddam Hussein vào năm 1990.

Cộng hòa Kuwait là nước cộng hòa tự phong tồn tại trong thời gian ngắn được thành lập sau khi Iraq thời Đảng Ba'ath xâm chiếm Kuwait trong giai đoạn đầu của chiến tranh Vùng Vịnh. Trong cuộc xâm lược này, Hội đồng Tư lệnh Cách mạng Iraq tuyên bố rằng họ chỉ gửi quân đến Quốc gia Kuwait nhằm hỗ trợ một cuộc đảo chính nội bộ do "phe cách mạng Kuwait" khởi xướng. Chính quyền Iraq bèn lập nên Chính phủ Lâm thời Kuwait Tự do vào ngày 4 tháng 8 năm 1990 dưới sự lãnh đạo của chín sĩ quan quân đội được cho là người Kuwait (bốn đại tá và năm thiếu tá) do Alaa Hussein Ali đứng đầu, là nhân vật được trao các chức vụ thủ tướng (Rais al-Wuzara), tổng tư lệnh, bộ trưởng quốc phòng và bộ trưởng nội vụ.
Chế độ mới đã phế truất Tiểu vương Jaber Al-Ahmad Al-Jaber Al-Sabah (người vừa chạy trốn khỏi Kuwait và thành lập chính phủ lưu vong có trụ sở tại Ả Rập Xê Út) và tố cáo gia đình tiểu vương theo đuổi các chính sách hại dân, phản dân chủ, ủng hộ bọn đế quốc, chủ nghĩa phục quốc Do Thái cùng với việc "biển thủ tài nguyên quốc gia nhằm mục đích làm giàu cá nhân". Quân đội Iraq bèn công bố tạo dựng Quân đội Nhân dân bản địa ngay lập tức với lời yêu cầu 100.000 tình nguyện viên.
Quyền công dân được trao cho những người Ả Rập không phải là người Kuwait đến làm việc từ nước ngoài dưới thời quân chủ Tờ báo của chế độ này gọi là Al-Nida, vốn đặt tên theo "Ngày Kêu gọi" được tuyên bố vào ngày ngày 2 tháng 8 năm 1990 nhằm "kỷ niệm" "phản ứng" của Iraq đối với những lời kêu gọi đáng ngờ của người Kuwait về sự hỗ trợ của Iraq trong việc lật đổ chế độ quân chủ.

## Lịch sử
Walid Saud Abdullah, chịu trách nhiệm về các vấn đề đối ngoại, đã gây ra một số tai tiếng cho chế độ lâm thời khi, vào ngày 5 tháng 8 năm 1990, ông tuyên bố rằng "các quốc gia sử dụng các biện pháp trừng phạt chống lại chính phủ lâm thời tự do của Kuwait... nên nhớ rằng họ có lợi ích và công dân ở Kuwait.... Nếu các quốc gia này khăng khăng gây hấn với Kuwait và Iraq, chính phủ Kuwait sau đó sẽ xem xét lại phương thức đối phó với các quốc gia này". Ngày 4 tháng 8, người em cùng cha khác mẹ của Saddam là Sabawi Ibrahim al-Tikriti thuộc Cục Tình báo Iraq được điều động thiết lập một hệ thống an ninh tương tự như hệ thống của Iraq.
Chế độ và Chính phủ Iraq đã thất bại trong nỗ lực thuyết phục các nhóm đối lập Kuwait tham gia vào chính phủ bù nhìn mới và thay vào đó lại ủng hộ chế độ quân chủ. Iraq ban đầu tuyên bố rằng sự hiện diện của họ ở Kuwait sẽ chỉ giới hạn trong việc giúp thúc đẩy "một kỷ nguyên mới của tự do, dân chủ, công bằng và thịnh vượng thực sự trong xã hội" và hứa sẽ rời khỏi Kuwait một khi chế độ lâm thời cho rằng tình hình an ninh nội bộ của họ đã được đảm bảo, việc này ước tính chỉ mất vài tuần. Sự lên án quốc tế đối với cuộc xâm lược của Iraq và sự thiếu ủng hộ đối với chế độ mới trong cộng đồng công dân Kuwait đã nhanh chóng khiến chế độ này khó mà đứng vững được.
Ngày 7 tháng 8, "Chính phủ Lâm thời Kuwait Tự do" tuyên bố mình là một nước cộng hòa, với Hussein Ali là thủ tướng. Một ngày sau, chính phủ Iraq tuyên bố "sáp nhập" Iraq và Kuwait, dựa trên luận điệu lịch sử. Hội đồng Tư lệnh Cách mạng Iraq bèn đưa ra một tuyên bố nêu rõ: "Chính phủ lâm thời tự do của Kuwait đã quyết định kêu gọi những người bà con ở Iraq, dẫn đầu là hiệp sĩ người Ả Rập và nhà lãnh đạo cuộc tuần hành của họ, Tổng thống Thống chế Saddam Hussein, đồng ý rằng con cái của họ nên trở về với đại gia đình của mình, rằng Kuwait nên trở về với đất nước Iraq vĩ đại—quê cha đất tổ—và để đạt được sự thống nhất sáp nhập hoàn toàn giữa Kuwait và Iraq."
Hussein Ali về sau được bổ nhiệm làm Phó Thủ tướng Iraq trong khi Ali Hassan al-Majid lên làm thống đốc. Nhật báo Milliyet của Thổ Nhĩ Kỳ đưa tin Hussein vào tháng 9 năm 1990 nói với Bülent Ecevit, "Kuwait giờ là của chúng tôi, nhưng chúng tôi có thể đã kiềm chế đưa ra quyết định như vậy nếu quân đội Mỹ không tập trung đông đảo trong khu vực với mối đe dọa xâm lược chúng tôi". Ông cũng nói về chế độ lâm thời tồn tại trong thời gian ngắn nếu phía Mỹ không phản đối Iraq, Iraq "sẽ cố gắng phát triển địa vị của chính quyền cách mạng tạm thời.... Chúng tôi không thể yêu cầu người dân và quân đội của chúng tôi chiến đấu đến giọt máu cuối cùng nếu chúng tôi không nói rằng Kuwait không phải là một phần của Iraq. Chúng tôi đã không thể chuẩn bị cho người dân của mình trước khả năng xảy ra chiến tranh".
Ngày 28 tháng 8 năm 1990, lãnh thổ Kuwait được chia thành Tỉnh Kuwait, tỉnh thứ 19 của Iraq (phần phía nam) và Huyện Saddamiyat al-Mitla' thuộc Tỉnh Basra (phần phía bắc), và do đó nó được chính thức sáp nhập. Việc Iraq từ chối rút quân khỏi Kuwait đã dẫn đến chiến tranh Vùng Vịnh buộc Iraq phải trao trả lại quyền hành cho chính phủ tiền chiếm đóng vào ngày 26 tháng 2 năm 1991.

## Nội các
- Thủ tướng, Bộ trưởng Bộ Quốc phòng và Quyền Bộ trưởng Bộ Nội vụ: Đại tá Ala'a Hussein Ali al-Khafaji al-Jaber
- Bộ trưởng Bộ Ngoại giao: Trung tá Walid Sa'ud Muhammad Abdullah
- Bộ trưởng Bộ Dầu mỏ kiêm Quyền Bộ trưởng Bộ Tài chính: Trung tá Fu'ad Hussein Ahmad
- Bộ trưởng Bộ Thông tin và Quyền Bộ trưởng Bộ Giao thông Vận tải: Thiếu tá Fadil Haydar al-Wafiqi
- Bộ trưởng Bộ Y tế Công cộng và Nhà ở: Thiếu tá Mish'al Sa'd al-Hadab
- Bộ trưởng Bộ Xã hội và Quyền Bộ trưởng Bộ Lao động: Trung tá Hussein Ali Duhayman al-Shammari
- Bộ trưởng Bộ Giáo dục và Quyền Bộ trưởng Bộ Giáo dục Đại học: Thiếu tá Nasir Mansur al-Mandil
- Bộ trưởng Bộ Tư pháp và Pháp lý kiêm Quyền Bộ trưởng Awqaf và Sự vụ Hồi giáo: Thiếu tá Isam Abd al-Majid Hussein
- Bộ trưởng Bộ Thương mại, Điện lực và Kế hoạch: Thiếu tá Ya'qub Muhammad Shallal